# Plioplatecarpus
Genre
Espèces de rang inférieur
Plioplatecarpus est un genre éteint de mosasaures ayant vécu durant le Crétacé supérieur, il y entre 73 et 68 millions d'années.

## Découverte
Plioplatecarpus a été découvert pour la première fois en Europe par le paléontologue Louis Dollo en 1882, et concerne l'espèce Plioplatecarpus marshi. Le fossile est relativement incomplet, mais d'autres fossiles allaient bientôt apparaître. En Amérique du Nord, Edward Drinker Cope trouve un autre mosasaure en 1869, mais l'avait identifié comme Mosasaurus. Il sera plus tard reclassé comme Plioplatecarpus, tout comme Liodon de Cope, en 1870. Liodon sera reclassé comme Platecarpus, et plus tard comme Prognathodon. Cependant, certains le placent dans le genre Plioplatecarpus. Il y aussi un enregistrement d'un spécimen incomplet de Plioplatecarpus provenant d'un gisement non marin, ce qui suggère que ce genre pourrait avoir pénétré dans des habitats d'eau douce et estuariens.

## Description

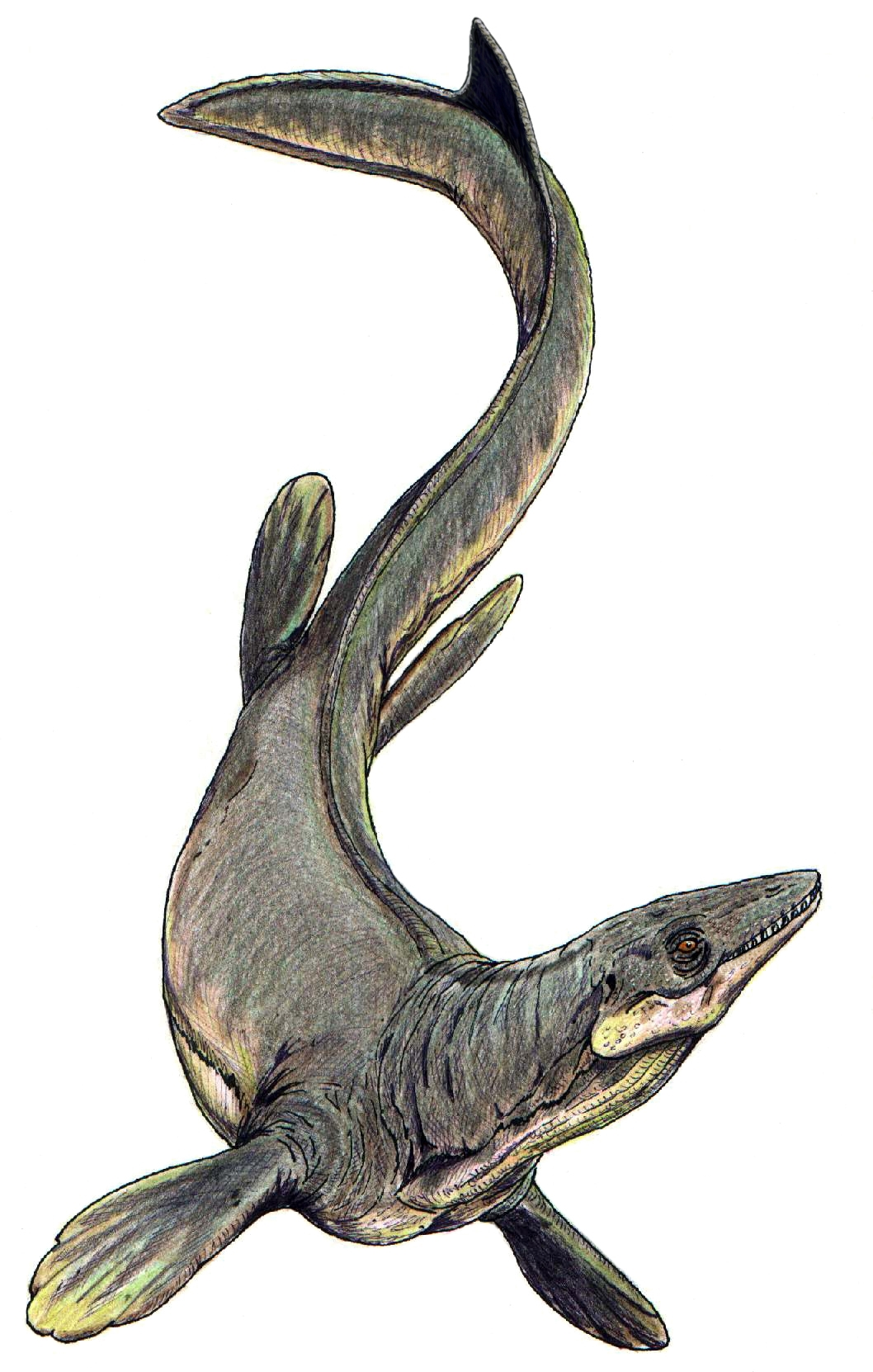
Reconstruction de Plioplatecarpus sp..

Plioplatecarpus est un mosasaure de taille moyenne, mesurant 3,9 à 5 m de long et pesant entre 170 à 350 kg. Les yeux de Plioplatecarpus sont proportionnellement plus grands que ceux de nombreux genres de mosasaures, bien que le crâne soit relativement court. Les yeux plus grands peuvent être une adaptation aux conditions de faible luminosité comme celles trouvées dans les eaux plus profondes. Il a moins de dents que la plupart des mosasaures, mais elles sont fortement recourbées. Cela suggère que Plioplatecarpus aurait chassé des proies relativement petites qu'il pourrait attraper très précisément. La large distribution des restes fossiles en Amérique du Nord et en Europe suggère qu'il aurait été un prédateur en haute mer.

## Distribution
Les fossiles de Plioplatecarpus ont été découverts dans de nombreux endroits à travers le monde (la plupart des mosasaures étant assez répandus). Plioplatecarpus a été trouvé dans le Pierre Shale du Kansas, Demopolis Chalk de l'Alabama, et aussi dans le Mississippi, le Dakota du Nord, le Dakota du Sud, le Canada, la Suède et les Pays-Bas.